# Маријана Киз
Маријана Киз (Лимерик, 10. септембар 1963) ирска је књижевница. Позната је по својим романима белетристике Лубеница, Луси Сулуван се удаје, Рејчел на одмору, Код последње шансе и Тај шармантни господин. Њена дела преведена су на 33 језика.

## Биографија
Одрасла је у Даблину. Дипломирала је право на Даблинском универзитету.
Писањем се почела бавити 1993, када је написала своје прве кратке приче. Након што је приче проследила издавачу, на његов захтев почиње писати свој први роман. Роман Лубеница издан је 1995. године у Ирској.
Киз се у приватном животу борила са депресијом, самоубилачким идејама и алкохолизмом. Своје борбе са поменутим проблемима описује у својим романима. У својим романима се на хомористичан и приступачан начин бавила и другим озбиљним темама попут насиља у породици и карцинома.

### Књиге преведене на српски језик
| Белетристика               | Белетристика                     | Белетристика    | Белетристика         |
| Назив                      | Оригинални назив                 | Година издавања | Превод               |
| -------------------------- | -------------------------------- | --------------- | -------------------- |
| Лубеница                   | Watermelon                       | 1995.           | Srđan Petković       |
| Луси Суливан се удаје      | Lucy Sullivan Is Getting Married | 1996.           | Olivera Bulajić      |
| Рејчел на одмору           | Rachel's Holiday                 | 1998.           | Mila Božović         |
| Код последње шансе         | Last Chance Saloon               | 1999.           | Igor Solunac         |
| Анђели                     | Angels                           | 2002.           | Jelena Vićentić      |
| Друга страна приче         | The Other Side of the Story      | 2004.           | Vladimir D. Janković |
| Има ли некога тамо?        | Anybody Out There?               | 2005.           | Srđan Nikolić        |
| Тај шармантни господин     | This Charming Man                | 2008.           | Biljana Kukoleča     |
| Најсјајнија звезда на небу | The Brightest Star in the Sky    | 2009.           | Biljana Kukoleča     |
| Остало                     |                                  |                 |                      |
| Испод покривача            | Under the Duvet                  | 2009.           | Jelena Vićentić      |
| Дубље испод покривача      | Further under the Duvet          | 2005.           | Ivana Smola          |

### Књиге које нису преведене на српски језик
Поред наведених књига преведених на српски језик, Киз је објавила још 13 других дела од чега се 10 сврстава у белетристику, а три у друге категорије. Роман Опен, Рејчел (енг. Again, Rachel) објављен у фебруару 2022. године је њен најскорији роман.

## Филмске и телевизијске адаптације
- Серија Луси Суливан се удаје (1998/1999) на основу истоименог романа[17]
- Филм Лубеница (2003) на основу истоименог романа[18]
- Филм Au Secours J'ai Trente Ans (2004) на основу романа Код последње шансе[19]

## Значајне награде
- 2009 - Irish Book Awards: најбоља књига у категорији белетристике[20]
- 2016 - Irish Book Awards: најбоља књига у категорији не-белетристике[21]
- 2017 - Irish Book Awards: најбоља књига у категорији белетристике[20]
- 2021 - Irish Book Awards: аутор године[22]
- 2022 - British Book Awards: аутор године[23]